# Pelaga
Pelaga is een bestuurslaag in het regentschap Badung van de provincie Bali, Indonesië. Pelaga telt 5427 inwoners (volkstelling 2010).